# ジェラード・カウリートゥイオティ
ジェラード・カウリートゥイオティ（Gerard Cowley-Tuioti、1992年6月16日 - ）は、ジャパンラグビーリーグワンコベルコ神戸スティーラーズに所属するラグビーユニオン選手。

## プロフィール
- ニュージーランドオークランド出身。
- ポジションはロック(LO)、フランカー(FL)。
- 身長 196 cm、体重 112 kg

## 略歴
ノースハーバー、ブルーズを経て、2021年、コベルコ神戸スティーラーズに加入。
2022年1月8日に行われたJAPAN RUGBY LEAGUE ONE第1節カンファレンスAシャイニングアークス東京ベイ浦安戦にて先発出場で日本での公式戦初出場を果たした。